# Bursa (tỉnh)
Bursa là một tỉnh ở phía tây Thổ Nhĩ Kỳ, dọc theo Biển Marmara. Các tỉnh giáp ranh là Balıkesir về hướng tây, Kütahya về hướng nam, Bilecik và Sakarya về hướng đông, Kocaeli về hướng tây bắc và Yalova về hướng bắc. Diện tích tỉnh này là 11.043 km² và dân số 2.413.971 (ước tính năm 2006). Theo điều tra năm 2000, dân số là 2.125.140 người còn năm 1990, dân số là 1.603.137 người. Thành phố Bursa từng là kinh đô của đế quốc Ottoman khoảng từ năm 1326 đến năm 1365, cho đến sự xâm chiếm của Edirne, Adrianople trờ thành thủ đô mới của Ottoman giữa năm 1365 đến năm 1453.

## Các huyện
Tỉnh này được chia thành các huyện sau: 
- Osmangazi
- Nilüfer
- Büyükorhan
- Yıldırım
- Gemlik
- Gürsu
- Harmancık
- İnegöl
- İznik
- Karacabey
- Keles
- Kestel
- Mudanya
- Mustafakemalpaşa
- Orhaneli
- Orhangazi
- Yenişehir

Năm 1987, huyện Nilüfer, Osmangazi và Yıldırım được hợp thành cụm đô thị (büyük şehir) Bursa. Năm 2004, vùng đô thị được mở rộng với bán kính 30 km, bao gồm thêm địa bàn của 4 huyện nữa, gồm Gemlik, Gürsu, Kestel, Mudanya.